# 포 이어 스트롱
포 이어 스트롱(Four Year Strong)은 미국의 팝 펑크 밴드이다.